# Sint-Alexanderorde (Bulgarije)

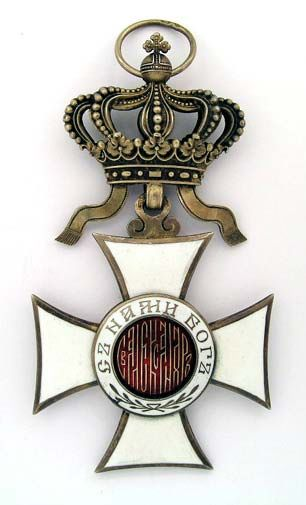
Een ouder kruis aan een beugelkroon

De Sint-Alexanderorde van Bulgarije (Bulgaars: Орден Свети Александра, Orden Sveti Alexandra) was een Bulgaarse onderscheiding voor moed en verdienste.

## Achtergrond
Op 3 maart 1878 herkreeg Bulgarije na bijna 500 jaar Turkse bezetting zijn autonomie als zelfstandig prinsdom van het Ottomaanse Rijk. Staatshoofd werd prins Alexander van Battenberg. Deze stelde 6 januari 1882 een ridderorde die de naar de orthodoxe heilige Sint-Alexander Nevski werd genoemd. De Sint-Alexanderorde werd in de 19e en 20e eeuw vaak toegekend. In de statuten van de Sint-Alexanderorde was nauwkeurig vastgesteld voor welke graad in deze orde iemand in aanmerking kwam. De hoge graad van grootkruis of grootofficier was gereserveerd voor ministers, prinsen, generaals en hoge geestelijken. Generaal-majoors, hoge ambtenaren en kolonels konden tot commandeur worden benoemd. De graad van officier was gedacht voor letterkundigen, luitenant-kolonels en majoors terwijl lager geplaatste officieren, geestelijken en ambtenaren tot ridder in de Sint-Alexanderorde konden worden benoemd. De Bulgaarse koninginnen droegen het grootkruis van de orde.
De datum van de instelling was volgens de kalender van de orthodoxe kerk 25 december 1881. Volgens de moderne Europese kalender was het die dag de 6e januari 1882.
Op 15 juni 1948 werd de orde door de republiek afgeschaft maar Simeon II, koning der Bulgaren in ballingschap, noemde zich in ballingschap nog de grootmeester van deze orde. Hij was dan ook nooit afgetreden en erkende de Bulgaarse Volksrepubliek niet. De orde wordt in het boek World Orders of Knighthood and Merit beschreven als de dynastieke orde van het voorheen regerende Huis Saksen-Coburg. De familie noemt zich "Coburg-Koháry", in Bulgarije.
Het kleinood is een wit geëmailleerd kruis met een medaillon waarop in oud-cyrillisch schrift "Sint-Alexander" geschreven staat. Daaromheen staat "СЪ НАМИ БОГЪ" (Bulgaars: Svi Nami Bogoe, "God zij met ons") op een goudgerande witte ring. De kroon was tot 1908 een beugelkroon met acht opstaande diademen, later een hoekige tsarenkroon met lelies. Het lint is helder rood.
In de op 24 maart 1883 vastgestelde statuten is vastgelegd dat de orde uit vijf klassen en drie aan de orde verbonden medailles bestaat. Een verdeling in vijf graden is typisch voor een moderne orde van verdienste. De keten werd later ingesteld. Van deze keten bestaan twee uitvoeringen; een grote keten voor de Bulgaarse vorst en een kleinere keten voor bevriende staatshoofden, leden van de Bulgaarse koninklijke familie en vooraanstaande Bulgaren.
De orde kent drie divisies; de Sint-Alexanderorde met de Zwaarden (voor verdienste tijdens een oorlog), de Sint-Alexanderorde met de Zwaarden boven het Kruis (voor militaire verdienste in vredestijd) en de Civiele Divisie van de Sint-Alexanderorde.

## De oorspronkelijke graden van de orde
Dit zijn de vijf graden zoals deze in 1882 werden ingesteld.
- Grootkruisen droegen een kleinood met kroon aan een breed lint over de linkerschouder en een ster.
- Grootofficieren droegen het kleinood met kroon aan een lint om de hals en een iets kleinere ster.
- Commandeurs droegen het kleinood met kroon aan een lint om de hals.
- Officieren droegen een kruis zonder kroon aan een lint met rozet op de linkerborst.
- Ridders droegen een wit geëmailleerd kruis zonder kroon aan een lint op de linkerborst. Waar bij de hogere rangen goud werd gebruikt is hier zilver toegepast.

- Het zilveren kruis van de orde. Dit niet geëmailleerde kruis werd op 24 augustus 1888 door Vorst Ferdinand van Bulgarije ingesteld. Het kruis was de zesde klasse van de orde en was bestemd voor onderofficieren en lagere ambtenaren. Het kruis werd op de linkerborst gedragen.

Het zilveren kruis is qua vorm gelijk aan dat van de ridders en ook hier ontbreekt de kroon boven het kruis. Op de keerzijde staat in het medaillon een datum. De dragers van het zilveren kruis waren geen ridders, maar wel lid van de Sint-Alexanderorde .
In 1882 werd vastgelegd dat de orde in het vervolg mèt en zonder zwaarden en met zwaarden aan de ring voor militaire verdienste in vredestijd kon worden toegekend; ook werden de drie eerste graden in het vervolg met briljanten verleend als een bijzonder blijk van waardering. De betekenis van "zwaarden aan de ring" was hier anders dan bij het Pruisische voorbeeld waar dergelijke zwaarden aangaven dat de gedecoreerde eerst in oorlogstijd was gedecoreerd met een kruis met de zwaarden en later, in vredestijd, was bevorderd.
In 1908 werd Bulgarije een koninkrijk. In dat jaar werden uiterlijk en hiërarchie van de Sint-Alexanderorde herzien. De oude prinselijke beugelkroon werd als verhoging vervangen door de markante Bulgaarse tsarenkroon. Tussen de Grootkruisen en Grootofficieren in de orde werd dat jaar een nieuwe rang ingevoegd, die de "Ie Klasse" werd genoemd. Het daarbij behorende kruis werd groen geëmailleerd en in het medaillon werd een gekroonde gouden leeuw op een rode achtergrond afgebeeld. De ster van de Ie Klasse kreeg een diameter van 80 millimeter en het grootlint kreeg zeven millimeter brede zwarte biezen. Het kruis van de Ie Klasse werd net als het grootkruis aan een lint over de schouder gedragen. Een bewaard gebleven grootlint van de Bulgaar Kiril Botev heeft een veel eenvoudiger strik. Waar het lint van de grootkruisen op de heup in een grote rozet bijeenkwam, heeft een lint van de Ie Klasse een veel eenvoudiger verbinding. Het kruis van de Ie Klasse was even groot als het grootkruis.
Een dergelijke rang, het is een tweederangs grootkruis, komt ook bij de Leopoldsorde van Oostenrijk-Hongarije voor. Het ingewikkelde protocol, de standenmaatschappij en de grote rol die onderscheidingen daarin in de 19e eeuw speelden maakten een fijn gedifferentieerd systeem van meer of minder hoge onderscheidingen noodzakelijk.
In 1908 werd ook de commandeursrang uitgebreid met een tweede, lagere, klasse. Dit was de commandeur IIe Klasse. Het versiersel van deze commandeurs onderscheidde zich van dat van de Commandeurs, die nu Commandeurs Ie Klasse werden, door het groene email op de armen van het kruis. Het medaillon van deze kruisen was versierd met de gouden gekroonde Bulgaarse leeuw op een rode achtergrond. De commandeurskruisen verschillen van die van de ridders en officieren door de grootte van het kruis en kroon. Sommige commandeurskruisen onderscheiden zich door de parelrand van de ring op de voorzijde.
Op de keerzijde van de kruisen was geen ring rond het medaillon aangebracht. In het medaillon stond de datum 19 фэвђаяж 1878.

## Medailles
De aan de orde verbonden medailles werden in goud, In zilver en in brons verleend. Ze werden op de linkerborst aan het driehoekig gevouwen lint van de orde gedragen. De gouden medailles werden tot 1940 slechts 69 maal uitgereikt. De ontvangers waren ministers, hoge ambtenaren en hoge officieren. De zilveren en bronzen medaille werden uitgereikt aan personen die niet in aanmerking kwamen voor een gouden medaille.
Aan het lint van de Orde van Sint-Alexander werden ook de Bulgaarse Orde van Verdienste en de daarbij behorende Medaille van Verdienste gedragen.

### De sterren
De grootkruisen droegen op de borst een zilveren achtpuntige ster met gladde lancetvormige stralen. De sterren waren altijd van metaal. De aan het einde van de 19e eeuw in onbruik geraakte geborduurde sterren hebben in Bulgarije geen ingang meer gevonden.
In het midden van de ster was een iets verdiept, rond en rood geëmailleerd medaillon geplaatst met daarop het gouden monogram van de stichter. Het monogram was op het medaillon geschilderd. De witte ring rond het medaillon was afgezet met een parelrand. Op de ring stond het motto van de orde in gouden letters boven twee samengebonden olijftakken.
Wanneer de orde met de zwaarden was toegekend werd op de ster een paar gouden gekruiste zwaarden onder het medaillon gelegd. Deze gouden zwaarden met hun gouden klingen en gevesten bedekten de diagonale stralen van de ster.
Op de ster van een drager van zwaarden aan de ring werden boven het medaillon twee kleine gekruiste zwaarden aangebracht. Ook hier werd het Pruisische voorbeeld, daar werden dergelijke zwaarden ook op de sterren gedragen, gevolgd.
De ster van de Ie Klasse van de orde week af van de oudere ster van de Grootkruisen. De nieuwe ster had in het midden een groene ring rondom een rood medaillon met daarop de gouden gekroonde Bulgaarse leeuw. Het motto was bij beide sterren gelijk.

### De ketens

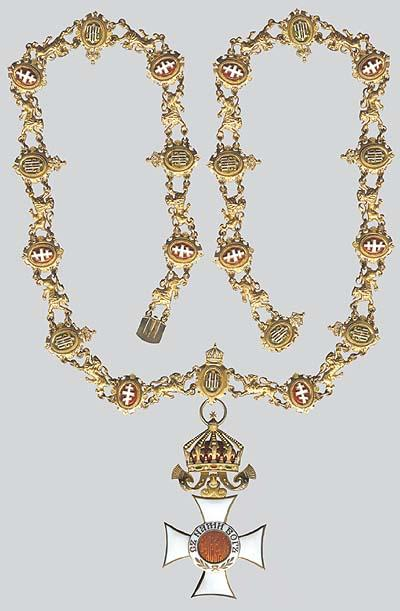
Keten van de orde met boven het kruis de Bulgaarse tsarenkroon

De grote keten van de orde bestaat uit vijftien schakels in de vorm van cartouches met het monogram van Ferdinand I. Iedere cartouche wordt door twee schakels in de vorm van leeuwen vastgehouden. Tussen de leeuwen zijn vijftien ongekroonde cartouches bevestigd. Op deze cartouches staat een orthodox kruis.
De kleine keten bestaat uit tien ovale cartouches met het monogram van Ferdinand I op een blauwe achtergrond en tien ongekroonde cartouches bevestigd. Op deze cartouches staat een wit orthodox kruis op een rode achtergrond.
Een keten of Bijzondere Klasse is een eerbewijs dat aan meer orden is verbonden. Dergelijke ketens werden bij uitstek geschikt geacht als decoratie voor bevriende staatshoofden.
De oudere ketens dragen als verhoging en verbinding tussen het kruis en de centrale schakel van de keten een beugelkroon met twee daaraan bevestigde infulae. Bij latere ketens is de karakteristieke hoekige Bulgaarse tsarenkroon met lelies boven de ring vijf aangebracht. Ook hier zijn infulae aangebracht.
Deze kleine keten van de Sint-Alexanderorde werd vijfentwintig maal uitgereikt. Onder de dragers waren Frans Jozef van Hongarije, Wilhelm II van Duitsland, Alfonso XIII van Spanje, Umberto I van Italië, Peter I van Joegoslavië, Peter I van Servië en Mehmet V van Turkije. Ook de prinsen Alexander van Servië en Ferdinand van Roemenië werden met de kleine keten gedecoreerd. Onder de niet koninklijke dragers was de Duitse Veldmaarschalk Paul v. Hindenburg. Ook George V van het Verenigd Koninkrijk werd met de keten gedecoreerd. Dat gebeurde toen de Bulgaarse koning in 1908 Balmoral in Schotland bezocht.

### De orde na de val van de monarchie
Na de communistische staatsgreep bleef de orde nog enige tijd bestaan. De kroon werd nu weggelaten en de keten werd niet langer uitgereikt. De medailles werden nog wel uitgereikt, maar daarop was het portret van de koning vervangen door de Bulgaarse leeuw. In 1947 ging de orde (naar Sovjet-Russisch voorbeeld) "Orde van Alexander Nevski" heten. De Orde van Alexander Nevski was een van de orden van de Sovjet-Unie. Toch kon een door een vorst gestichte orde niet blijven bestaan in het communistische Bulgarije. Nadat op 9 september 1947 voor het laatst kruisen en medailles waren uitgereikt werd de orde op 15 juni 1948 afgeschaft
Tijdens de republikeinse periode was de tsarenkroon vervangen door een ovale krans van korenaren en eikenblad.

## Insignia en draagwijze

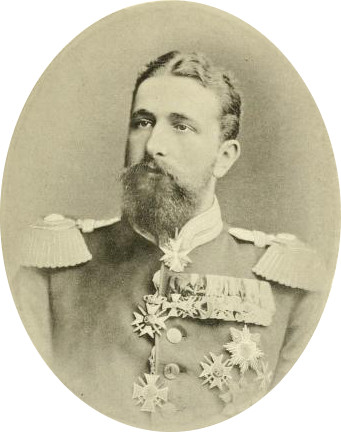
Alexander I van Bulgarije met de ster en een om de hals gedragen kruis van de orde.
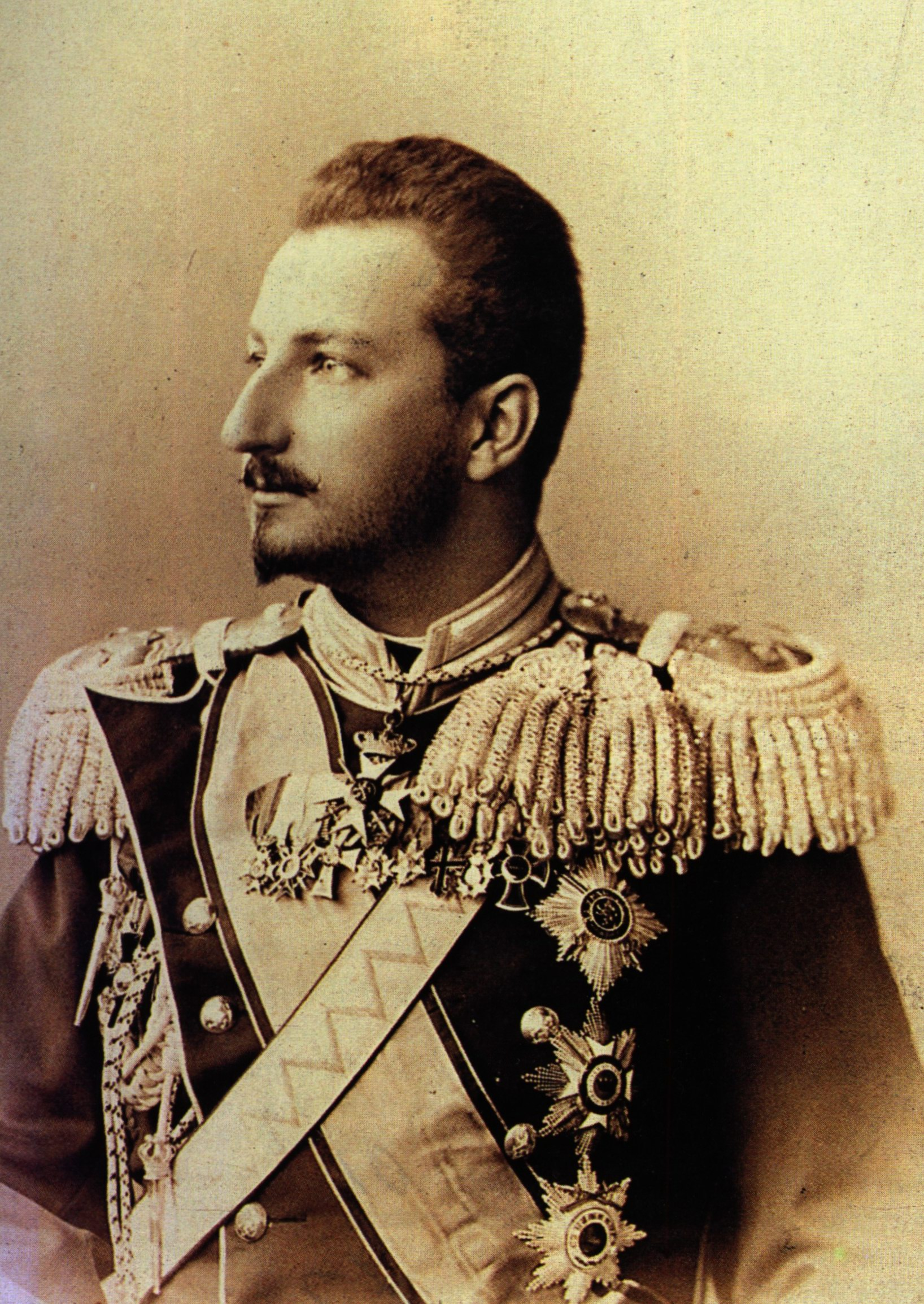
Ferdinand I van Bulgarije met de achtpuntige ster van de orde. Boven het medaillon zijn twee gekruiste zwaarden aangebracht.
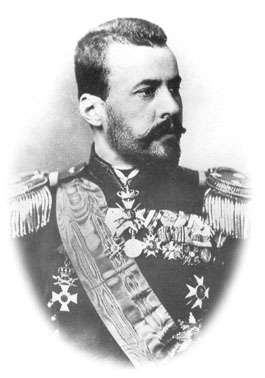
Generaal en regent Sava Mutkurova met een kruis met zwaarden aan de ring op de rechterborst.
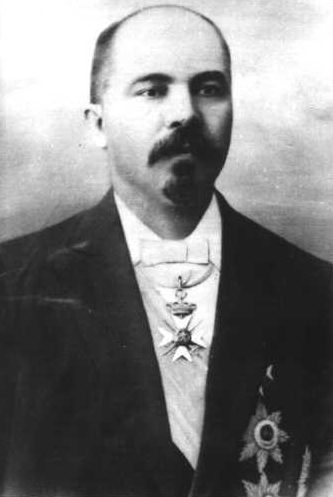
De Bulgaarse regent Stefan Stambolov met de ster.

## Gedecoreerden
- SS-Obergruppenführer en generaal bij de Waffen-SS en de politie Erwin Rösener, (Grootofficier met Zwaarden en Ring)
- SS-Obergruppenführer Reinhard Heydrich, (Grootofficier)
- Generaal der Panzertruppe Gustav Fehn, (Grootofficier met Zwaarden)
- Rijksminister van Bewapening en Munitie Fritz Todt, 1e Klasse